# Superheterodyna
Superheterodyna (łac. super- 'ponad-', gr. hetero- ‘różne’ i dyna ‘moc’) – radioodbiornik wykorzystujący zasadę przemiany częstotliwości poprzez mieszanie sygnału wielkiej częstotliwości z sygnałem lokalnego generatora (heterodyny).

## Budowa i zasada działania

Schemat blokowy klasycznego odbiornika superheterodynowego:
1. wzmacniacz wielkiej częstotliwości
2. mieszacz
3. wzmacniacz pośredniej częstotliwości
4. detektor
5. wzmacniacz małej częstotliwości
6. heterodyna

### Układ klasyczny

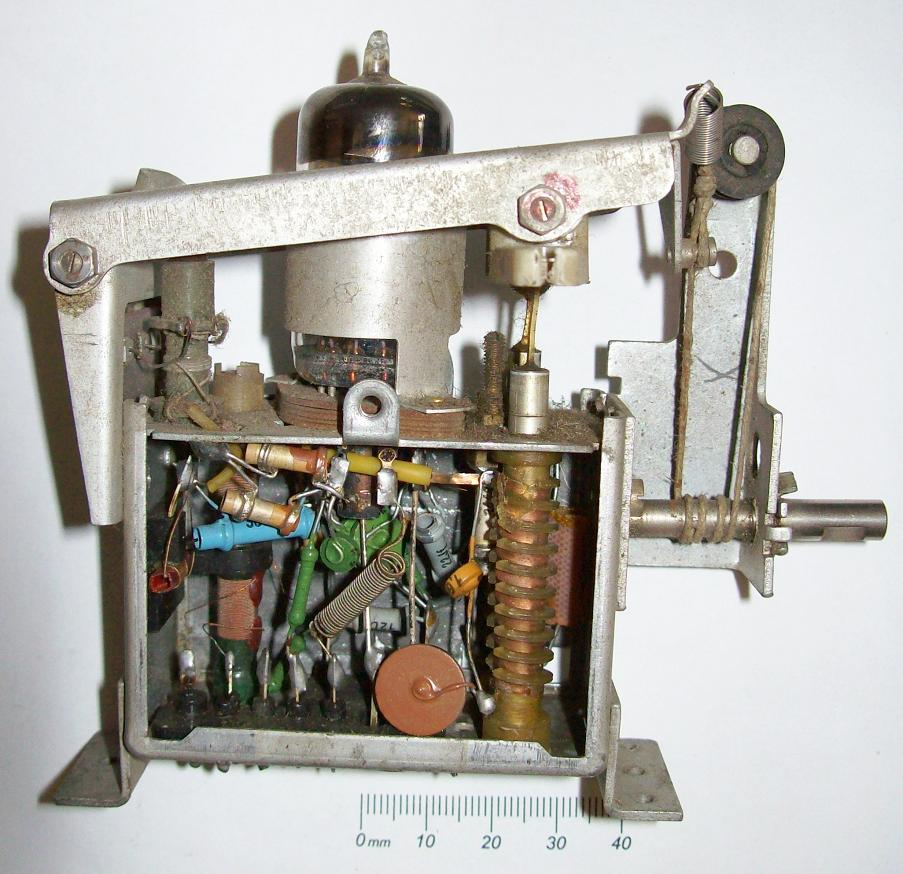
Lampowa głowica UKF – oddzielny moduł wzmacniacza wielkiej częstotliwości i mieszacza superheterodynowego lampowego odbiornika radiofonicznego

Stosowana w klasycznej superheterodynie przemiana częstotliwości polega na zmianie sygnału o zależnej od odbieranej stacji częstotliwości na sygnał o określonej stałej częstotliwości, nazywanej częstotliwością pośrednią. Zachodzi to poprzez mieszanie sygnału wejściowego z sygnałem przestrajanego lokalnego generatora zwanego heterodyną. Powstający w wyniku mieszania sygnał jest następnie wzmacniany w selektywnym wzmacniaczu. Taka technika ma wiele zalet w stosunku do bezpośredniego wzmacniania sygnału o częstotliwości odbieranej stacji (tak zwane odbiorniki o bezpośrednim wzmocnieniu) – w tym drugim przypadku, aby dostroić układ wzmacniacza do odbieranej częstotliwości, wszystkie jego stopnie muszą być przestrajane, co powoduje, że nie może ich być zbyt dużo, a jednoczesne przestrajanie wielu obwodów jest niewygodne i powoduje poważne trudności konstrukcyjne.
Częstotliwość pośrednią dobiera się taką, by była łatwa do wzmacniania i dalszego przetwarzania – jest to możliwość istotnie ułatwiająca konstrukcję urządzeń radiowych przeznaczonych do odbioru wysokich częstotliwości, rzędu dziesiątek megaherców i więcej.
Rysunek przedstawia schemat blokowy typowego radioodbiornika superheterodynowego. Sygnał wejściowy z anteny może (lecz nie musi) być wstępnie wzmacniany we wzmacniaczu wielkiej częstotliwości (1) i trafia do mieszacza (2). W mieszaczu następuje jego mieszanie z sygnałem z lokalnego generatora (heterodyny, 6). Częstotliwość heterodyny jest dobrana tak, aby jeden z produktów mieszania odpowiadał częstotliwości pośredniej. Uzyskany sygnał pośredniej częstotliwości jest następnie wzmacniany w selektywnym wzmacniaczu pośredniej częstotliwości (3). Reszta układu, detektor (4) i wzmacniacz małej częstotliwości (5), jest taka sama jak w odbiornikach o bezpośrednim wzmocnieniu.

### Właściwości
Układ odbiornika superheterodynowego umożliwia uzyskanie dużej stałości właściwości w całym zakresie przestrajania, oraz zapewnia dużą czułość i selektywność przy stosunkowo prostej konstrukcji. Jego najważniejsze wady to: odbieranie sygnałów niepożądanych (o częstotliwości pośredniej, lustrzanych, harmonicznych heterodyny) oraz dodatkowe szumy wprowadzane przez mieszacz.

### Bloki funkcjonalne

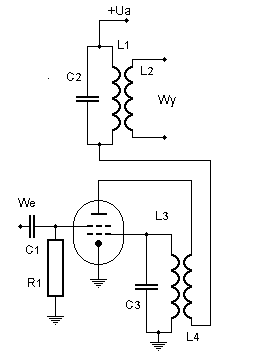
Układ przemiany częstotliwości zrealizowany na tetrodzie. Sygnał odbierany podawany jest na wejście We, a w obwodzie siatki pierwszej zbudowano układ heterodyny o częstotliwości określonej przez obwód rezonansowy L_{3}C_{3}. Sygnał wyjściowy wydzielany jest przez obwód rezonansowy L_{1}C_{2}.

#### Mieszacz
Mieszacz (układ przemiany częstotliwości) to podstawowy człon konstrukcyjny superheterodyny, służący do wytworzenia z dwóch wejściowych sygnałów o różnych częstotliwościach trzeciego sygnału, o częstotliwości będącej kombinacją częstotliwości sygnałów wejściowych. W klasycznej superheterodynie częstotliwość sygnału wyjściowego jest stała i dla jego wydzielenia na wyjściu mieszacza stosuje się filtr pasmowy, obwód rezonansowy, albo inny element selektywny.
Do przeprowadzenia mieszania dwóch częstotliwości niezbędny jest element nieliniowy – na przykład dioda, tranzystor, lampa próżniowa lub specjalny układ elektroniczny (na przykład mnożący). Mieszanie może zachodzić na drodze sumacyjnej (na wejście elementu mieszającego podana jest suma obu sygnałów) lub iloczynowej (mieszanie jest realizowane poprzez mnożenie sygnałów wejściowych). Niektóre rozwiązania układów przemiany częstotliwości wykorzystują ten sam element aktywny zarówno do mieszania częstotliwości, jak i jako generator lokalny (mieszacz samodrgający).
Jeżeli {\displaystyle f_{1}} i {\displaystyle f_{2}} to częstotliwości sygnałów wejściowych, to wykorzystuje się zwykle jedną z dwóch częstotliwości wyjściowych, {\displaystyle |f_{1}-f_{2}|} lub {\displaystyle f_{1}+f_{2}.} W odbiornikach radiowych wykorzystuje się najczęściej {\displaystyle f_{1}-f_{2},} gdzie {\displaystyle f_{2}} to częstotliwość sygnału odbieranego, a częstotliwość heterodyny {\displaystyle f_{1}} jest od niego większa.

#### Generator lokalny

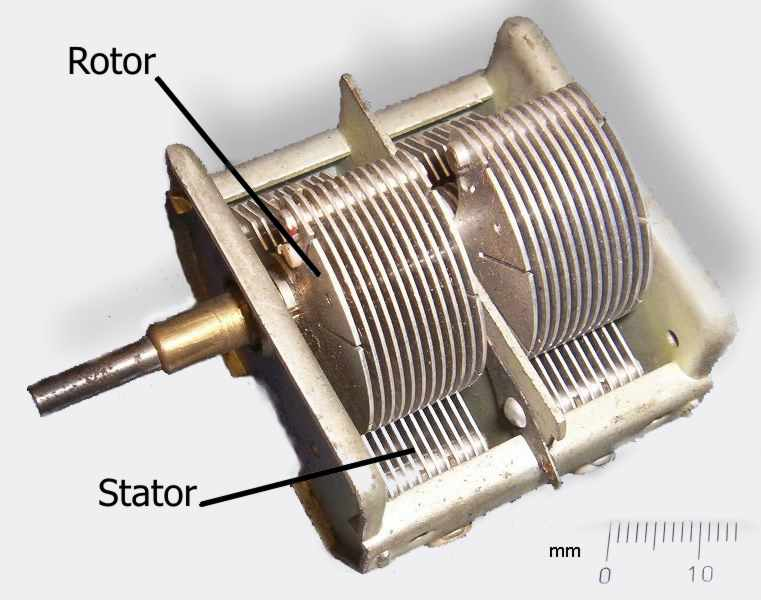
Podwójny kondensator zmienny stosowany w celu uzyskania współbieżności przestrajania obwodów wejściowych i heterodyny

Heterodyna (inaczej generator lokalny) to generator sygnału o określonej częstotliwości. W typowym układzie odbiornika superheterodynowego generator lokalny jest przestrajany, a szerokość zakresu jego przestrajania odpowiada szerokości zakresu fal odbieranych przez odbiornik. Stabilność częstotliwości heterodyny ma decydujący wpływ na stabilność odbieranej częstotliwości całego odbiornika.
Klasyczne heterodyny budowane były jako generatory LC z obwodem rezonansowym ustalającym częstotliwość drgań. Dla ich przestrajania stosowano zwykle kondensatory zmienne (rzadziej zmienne indukcyjności). Dla zapewnienia współbieżności przestrajania heterodyny, układów wejściowych i wzmacniacza wielkiej częstotliwości produkowano specjalne wielosekcyjne kondensatory zmienne (potocznie zwane agregatami). W odbiornikach popularnych zawierały one zwykle dwie sekcje, w wysokiej klasy niekiedy więcej. W nowocześniejszych układach heterodyny przestrajane są elektronicznie, przeważnie używa się do tego celu diod pojemnościowych (warikapów).

##### Automatyczna regulacja częstotliwości
Automatyczna regulacja częstotliwości (ARCz, AFC) to obwód służący do automatycznego dostrajania odbiornika do częstotliwości odbieranej fali i kompensowania niewielkich zmian częstotliwości heterodyny wynikających z jej niestabilności. Gdy odbiornik nie jest dokładnie dostrojony, układ ARCz wytwarza sygnał odpowiednio zmieniający częstotliwość heterodyny.

##### Heterodyna z syntezą częstotliwości

Schemat blokowy radioodbiornika superheterodynowego FM z syntezą częstotliwości. Rolę heterodyny pełni generator sterowany napięciem (VCO), którego częstotliwość stabilizowana jest za pomocą synchronicznej pętli fazowej (SPF).

W odbiornikach z syntezą cyfrową częstotliwość heterodyny jest ustawiana cyfrowo i stabilizowana za pomocą generatora kwarcowego o dużej stabilności. Takie syntezatory charakteryzują się bardzo dużą precyzją ustawienia oraz stałością częstotliwości i nie wymagają układu ARCz.
Początkowo układy syntezy częstotliwości składały się z wielu mieszaczy oraz kwarcowych generatorów wzorcowych i powielaczy częstotliwości. Częstotliwość ustawiano zespołem przełączników. Były to układy bardzo skomplikowane i stosowano je wyłącznie w odbiornikach radiokomunikacyjnych wysokiej klasy.
Wraz z rozwojem i upowszechnieniem się techniki synchronicznej pętli fazowej (SPF, PLL) powstały układy syntezy częstotliwości oparte na tym rozwiązaniu. Ich częstotliwość stabilizowana jest pojedynczym kwarcowym generatorem wzorcowym. Oscylatory lokalne działające na zasadzie syntezatora częstotliwości opartego na pętli SPF są powszechnie stosowane we współczesnych odbiornikach sterowanych cyfrowo.

#### Wzmacniacz częstotliwości pośredniej
Wzmacniacz częstotliwości pośredniej zapewnia uzyskanie odpowiedniej czułości i selektywności odbiornika. Czułość zależy generalnie od wzmocnienia układu (liczby i rodzaju stopni wzmacniacza), a selektywność od rodzaju i liczby elementów selektywnych – filtrów kwarcowych, ceramicznych lub obwodów strojonych LC. Elementy selektywne mogą być rozmieszczone w poszczególnych stopniach wzmacniacza (wzmacniacz o selektywności rozproszonej) lub skupione w jednym miejscu, zwykle na jego wejściu (wzmacniacz o selektywności skupionej).
W klasycznym układzie superheterodyny elementy selektywne są nastrojone na jedną stałą częstotliwość pośrednią, co umożliwia osiągnięcie dużego wzmocnienia i selektywności.

##### Automatyczna regulacja wzmocnienia
W celu uzyskania stałej amplitudy sygnału, niezależnie od zmian poziomu sygnału odbieranego, stosuje się układ automatycznej regulacja wzmocnienia (ARW) we wzmacniaczu pośredniej częstotliwości. Niekiedy obejmuje on także wzmacniacz wielkiej częstotliwości i mieszacz. Układ ARW zapobiega też przesterowaniu wzmacniaczy przez duże sygnały (na przykład z radiostacji lokalnych) i zmniejsza modulację skrośną.

#### Wzmacniacz wielkiej częstotliwości
Na wejściu niektórych odbiorników superheterodynowych stosuje się wzmacniacz wielkiej częstotliwości, zwykle strojony na częstotliwość odbieranego sygnału lub zawierający odpowiednie filtry pasmowe. Układ taki poprawia separację mieszacza od anteny (zapobiega emisji sygnału heterodyny) oraz zwiększa selektywność dla dużych odstrojeń. Zwykle zwiększa też czułość użytkową odbiornika, ponieważ współczynnik szumów tego wzmacniacza jest z reguły mniejszy od współczynnika szumów mieszacza.

### Układy pochodne

#### Układ z wielokrotną przemianą częstotliwości

Schemat blokowy odbiornika krótkofalarskiego z podwójną przemianą częstotliwości

W odbiornikach radiowych, które powinny spełniać wysokie wymagania techniczne, stosuje się podwójną przemianę częstotliwości. Pierwszą częstotliwość pośrednią dobiera się stosunkowo dużą, aby uzyskać duże tłumienie sygnałów lustrzanych. Druga częstotliwość pośrednia jest znacznie mniejsza, co umożliwia łatwiejsze uzyskanie odpowiedniego wzmocnienia i selektywności wzmacniacza.
Gdy pierwsza heterodyna jest przestrajana, a druga ma stałą częstotliwość, wtedy obie częstotliwości pośrednie są stałe. Możliwe jest też rozwiązanie odwrotne (ze stałą częstotliwością pierwszej heterodyny), wówczas sygnał pierwszej częstotliwości pośredniej nie ma stałej częstotliwości.

#### Układ homodynowy
W układzie homodynowym (krótko homodynie) częstotliwość heterodyny jest równa częstotliwości odbieranego sygnału, częstotliwość pośrednia formalnie wynosi więc 0. Gdy częstotliwość heterodyny jest automatycznie dostrajana do odbieranego sygnału za pomocą synchronicznej pętli fazowej, odbiornik nazywa się synchrodyną. Sygnał po wyjściu z mieszacza może być wykorzystany bezpośrednio (w telegrafii CW), skierowany do przetwornika analogowo-cyfrowego lub detektora (na przykład cyfrowego demodulatora FSK).

#### Odbiorniki realizowane programowo
We współczesnych odbiornikach realizowanych programowo stosuje się na wejściu mieszanie częstotliwości w celu otrzymania sygnału pośredniej częstotliwości o parametrach właściwych do przetwarzania analogowo-cyfrowego. Dalsza obróbka sygnału jest już wykonywana na drodze cyfrowej.

## Historia

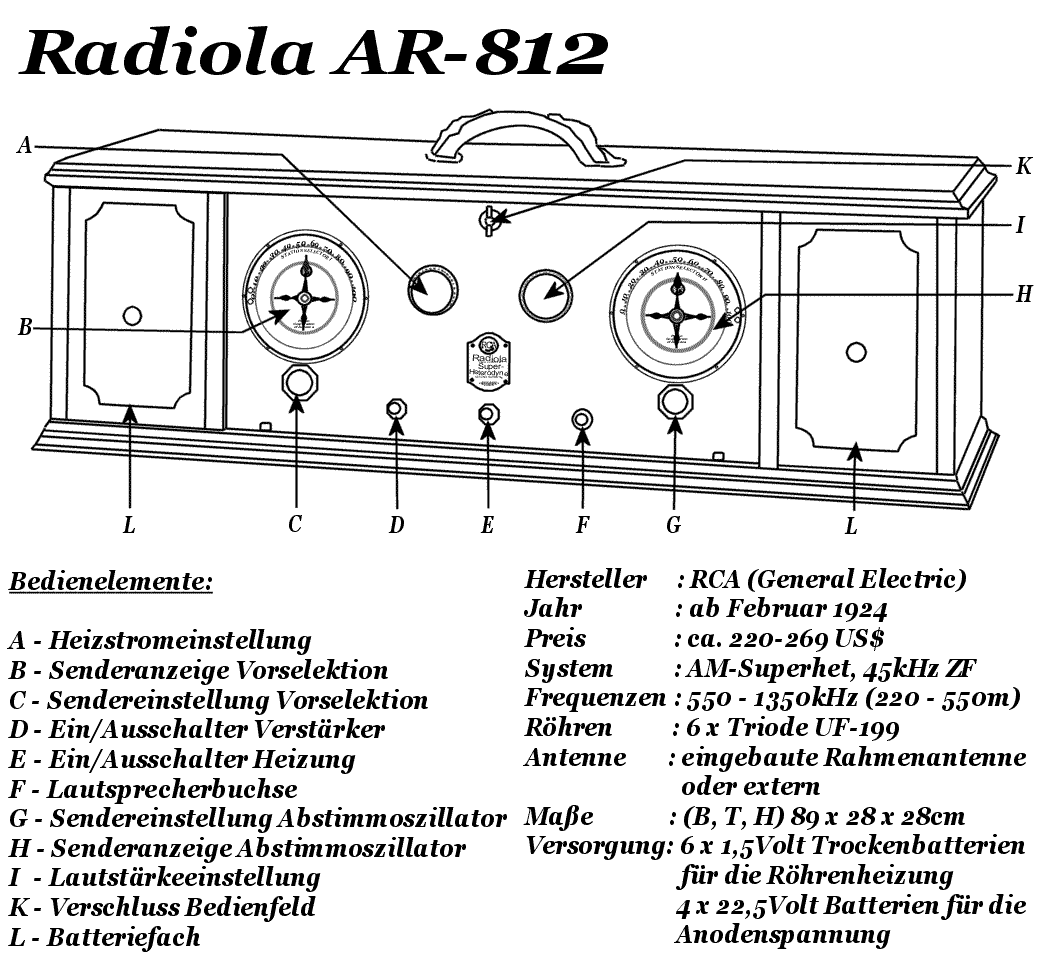
Radiola RCA AR-812, pierwszy radioodbiornik superheterodynowy

Koncepcję mieszania dwóch sygnałów o różnych częstotliwościach w celu uzyskania trzeciego sygnału o częstotliwości wypadkowej opracował Reginald A. Fessenden około roku 1902. Poziom ówczesnej techniki nie pozwalał jednak na zbudowanie stabilnego generatora lokalnego i pełne rozwinięcie tej koncepcji.
Za wynalazcę układu superheterodyny uważany jest Edwin Howard Armstrong, który zbudował pierwszy odbiornik superheterodynowy oparty na lampach elektronowych. Stało się to podczas pierwszej wojny światowej, gdy pracował we Francji dla armii USA.
Pierwszym komercyjnym odbiornikiem superheterodynowym była Radiola RCA AR-812, wyprodukowana w 1923. Była odbiornikiem bateryjnym, zawierała sześć lamp elektronowych (triod).
Pierwsze radioodbiorniki superheterodynowe w Polsce powstały w 1934, były to: Philips BE-552-A oraz Super 5 GZ firmy Elektrit.
Zalety układu superheterodynowego sprawiły, że układ ten od połowy do końca XX w. był podstawowym układem odbiorników radiowych. Jest nadal stosowany w wielu budowanych współcześnie urządzeniach radioodbiorczych: radioodbiornikach, telewizorach, telefonach komórkowych, tunerach satelitarnych itp.